# Kanton Cuevo
Der Kanton Cuevo ist ein Gemeindebezirk im Departamento Santa Cruz im südamerikanischen Anden-Staat Bolivien.

## Lage im Nahraum
Der Kanton (bolivianisch: Cantón) Cuevo ist einziger Kanton des Landkreises (bolivianisch: Municipio) Cuevo in der Provinz Cordillera.
Der Kanton grenzt im Westen und Süden an das Departamento Chuquisaca, im Osten an das Municipio Boyuibe, und im Norden an das Municipio Camiri.
Der Kanton erstreckt sich zwischen etwa 20° 07' und 20° 29' südlicher Breite und 63° 20' und 63° 44' westlicher Länge, seine Ausdehnung von Westen nach Osten und von Norden nach Süden beträgt jeweils bis zu 40 Kilometer.
Der Kanton umfasst 14 Gemeinden (localidades), zentraler Ort ist die Ortschaft Cuevo mit 2.475 Einwohnern (Volkszählung 2012) am Südrand des Kantons.

## Geographie
Der Kanton Cuevo liegt am Westrand des bolivianischen Tieflands zwischen den Vorgebirgsketten der südöstlichen Cordillera Central. Das Klima ist subtropisch und semihumid, die Temperaturen schwanken im Tagesverlauf und im Jahresverlauf nur begrenzt.
Die Jahresdurchschnittstemperatur beträgt 23 °C, mit monatlichen Durchschnittstemperaturen zwischen 17 und 18 °C von Juni bis Juli und über 26 °C von November bis Dezember (siehe Klimadiagramm Camiri). Der Jahresniederschlag beträgt knapp 900 mm, der Trockenzeit von Mai bis Oktober steht eine ausgeprägte Feuchtezeit von November bis April gegenüber, in der die durchschnittlichen Monatswerte 175 mm erreichen.

## Bevölkerung
Die Einwohnerzahl des Kantons ist in den vergangenen beiden Jahrzehnten um etwa 15 Prozent angestiegen:
| Jahr | Einwohner | Quelle           |
| ---- | --------- | ---------------- |
| 1992 | 3 135     | Volkszählung     |
| 2001 | 3 406     | Volkszählung     |
| 2005 | 3 512     | Fortschreibung   |
| 2010 | 3 587     | Fortschreibung   |
| 2012 | .         | noch keine Daten |

## Gliederung
Der Kanton Cuevo gliedert sich in die folgenden sieben Unter- oder Subkantone (bolivianisch: vicecantones):
- Vicecantón Comunidad El Arenal – 4 Gemeinden – 483 Einwohner (Volkszählung 2001)
- Vicecantón Comunidad Ibicuati – 2 Gemeinden – 332 Einwohner
- Vicecantón Comunidad Mandiyuti – 1 Gemeinde – 139 Einwohner
- Vicecantón Comunidad Salinas – 2 Gemeinden – 336 Einwohner
- Vicecantón Comunidad Tartagalito – 3 Gemeinden – 356 Einwohner
- Vicecantón Cuevo – 1 Gemeinde – 1.637 Einwohner
- Vicecantón Comunidad Itakise – 1 Gemeinde – 123 Einwohner